# وادي موسى

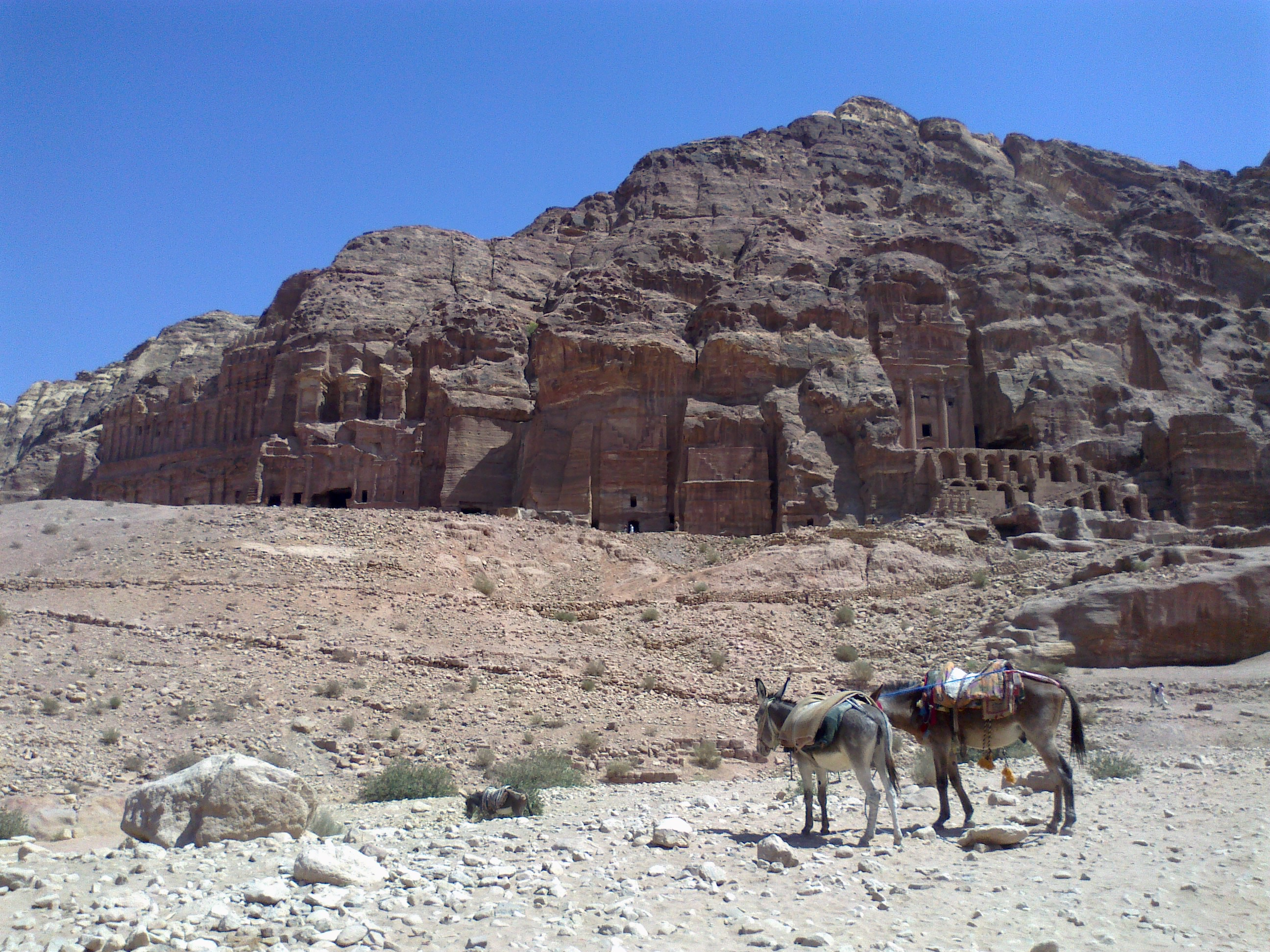
الصحراء والآثار

وادي موسى مدينة أردنية، ومركز لواء البتراء في محافظة معان. تقع في جنوب الأردن حوالي 250 كم من عمّان و 100 كم شمال العقبة. تقع ضمن حدود لواءها، مدينة البتراء الأثرية التي هي من عجائب الدنيا الجديدة، وهي مدينة يتوقف فيها السياح المتجهون في طريقهم إلى آثار البتراء، ويوجد فيها أكثر من 50 فندق ومنتجع والكثير من محلات التحف والبازارات والمطاعم السياحية التي تقدم أفضل الخدمات لزوار المدينة الأثرية وللمنطقة.
يبلغ عدد السكان حوالي 25 ألف نسمة. شهدت وادي موسى تغيرات جذرية في مستوى الخدمات خلال العقد الأخير وقد بني فيها عدد كبير من الفنادق المصنفة من فئات الخمس نجوم والأربع نجوم لكي تستقبل الزائرين للبتراء.
ووادي موسى هو الاسم الحديث للمدينة التي تضم في المدينة الأثرية (البتراء). وكانت تسمى قديما (إلجي) بسبب لجوء الناس إليها للحماية والتحصن بها وقت الاضطرابات. يقطن وادي موسى اللياثنة (بني ليث) من قبيلة كنانة.

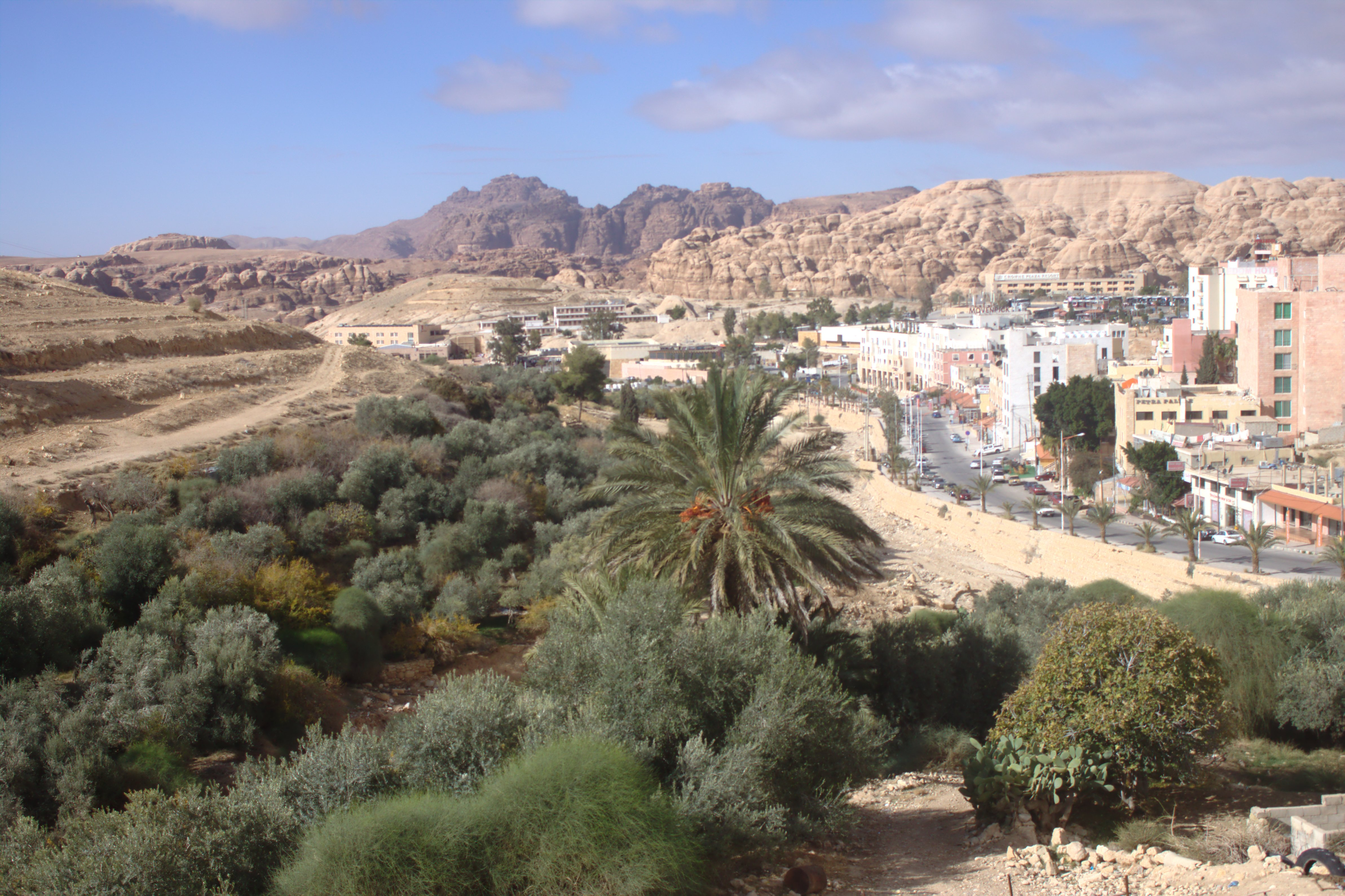
منظر عام للمدينة وتبدو جبال البتراء في الخلفية

## المناخ
يظهر الجدول التالي التغييرات المناخية على مدار السنة لوادي موسى:
| البيانات المناخية لـوادي موسى         | البيانات المناخية لـوادي موسى | البيانات المناخية لـوادي موسى | البيانات المناخية لـوادي موسى | البيانات المناخية لـوادي موسى | البيانات المناخية لـوادي موسى | البيانات المناخية لـوادي موسى | البيانات المناخية لـوادي موسى | البيانات المناخية لـوادي موسى | البيانات المناخية لـوادي موسى | البيانات المناخية لـوادي موسى | البيانات المناخية لـوادي موسى | البيانات المناخية لـوادي موسى | البيانات المناخية لـوادي موسى |
| الشهر                                 | يناير                         | فبراير                        | مارس                          | أبريل                         | مايو                          | يونيو                         | يوليو                         | أغسطس                         | سبتمبر                        | أكتوبر                        | نوفمبر                        | ديسمبر                        | المعدل السنوي                 |
| ------------------------------------- | ----------------------------- | ----------------------------- | ----------------------------- | ----------------------------- | ----------------------------- | ----------------------------- | ----------------------------- | ----------------------------- | ----------------------------- | ----------------------------- | ----------------------------- | ----------------------------- | ----------------------------- |
| متوسط درجة الحرارة الكبرى °م (°ف)     | 11.0 (51.8)                   | 13.1 (55.6)                   | 16.6 (61.9)                   | 20.9 (69.6)                   | 25.1 (77.2)                   | 28.6 (83.5)                   | 29.8 (85.6)                   | 30.0 (86.0)                   | 28.1 (82.6)                   | 24.6 (76.3)                   | 18.2 (64.8)                   | 13.4 (56.1)                   | 21.6 (70.9)                   |
| متوسط درجة الحرارة الصغرى °م (°ف)     | 2.2 (36.0)                    | 2.8 (37.0)                    | 5.6 (42.1)                    | 8.7 (47.7)                    | 11.7 (53.1)                   | 14.1 (57.4)                   | 16.1 (61.0)                   | 16.5 (61.7)                   | 14.2 (57.6)                   | 11.2 (52.2)                   | 7.1 (44.8)                    | 3.4 (38.1)                    | 9.5 (49.1)                    |
| الهطول مم (إنش)                       | 45 (1.8)                      | 38 (1.5)                      | 36 (1.4)                      | 12 (0.5)                      | 4 (0.2)                       | 0 (0)                         | 0 (0)                         | 0 (0)                         | 0 (0)                         | 2 (0.1)                       | 15 (0.6)                      | 41 (1.6)                      | 193 (7.6)                     |
| المصدر: Climate-Data.org,Climate data |                               |                               |                               |                               |                               |                               |                               |                               |                               |                               |                               |                               |                               |

## معرض الصور

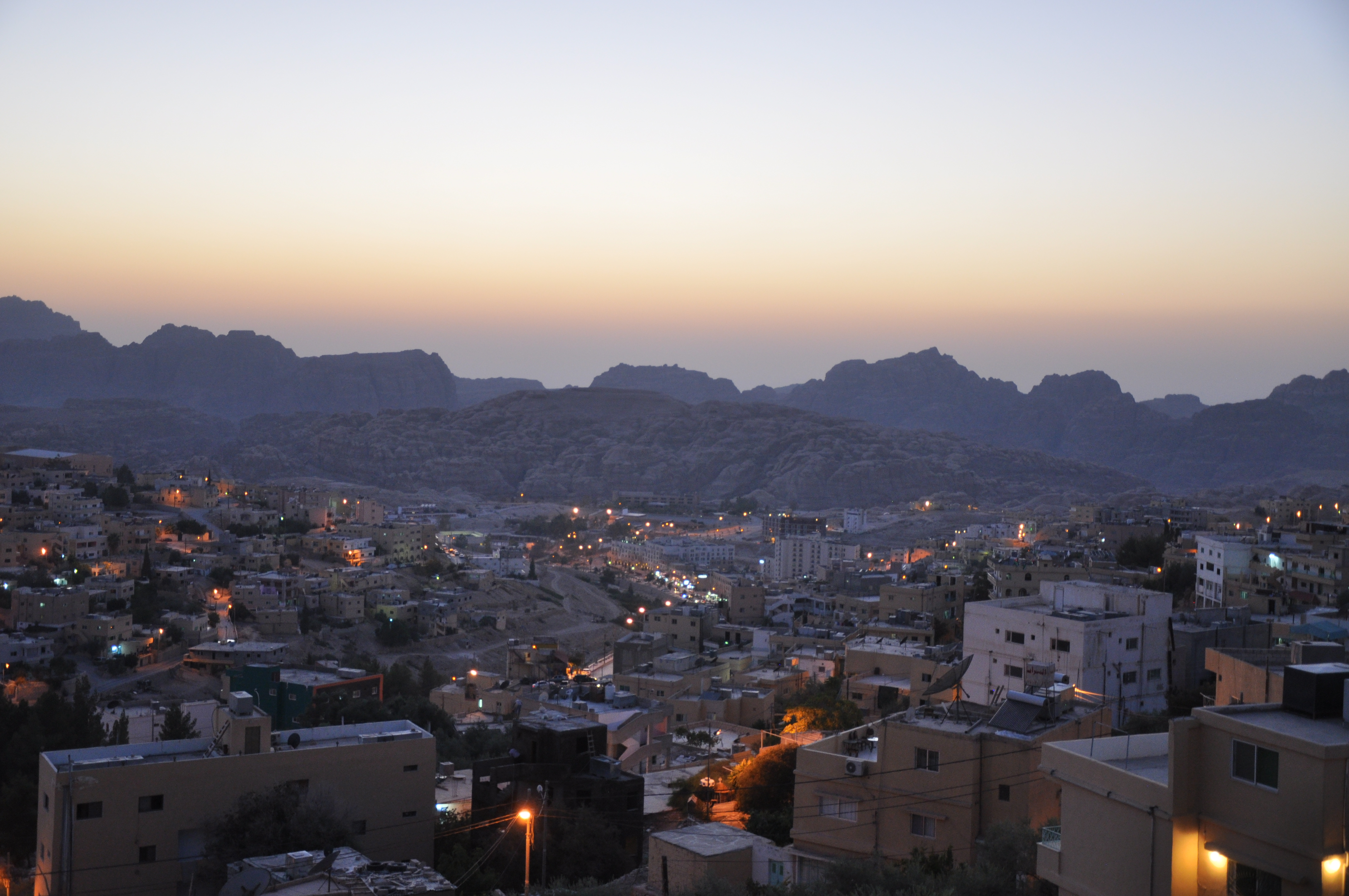
وادي موسى عند الغسق

## توأمة
لوادي موسى اتفاقيات توأمة مع:
- غزة